# Забрне (Мелецький повіт)
Забрне (пол. Zabrnie) — село в Польщі, у гміні Вадовиці-Ґурні Мелецького повіту Підкарпатського воєводства.
Населення — 416 осіб (2011).
У 1975-1998 роках село належало до Тарновського воєводства.

## Демографія
Демографічна структура станом на 31 березня 2011 року:
|          | Загалом | Допрацездатний вік | Працездатний вік | Постпрацездатний вік |
| -------- | ------- | ------------------ | ---------------- | -------------------- |
| Чоловіки | 218     | 47                 | 143              | 28                   |
| Жінки    | 198     | 53                 | 109              | 36                   |
| Разом    | 416     | 100                | 252              | 64                   |